# Microprotopus maculatus
Microprotopus maculatus is een vlokreeftje uit de familie Microprotopidae. De wetenschappelijke naam van de soort is voor het eerst geldig gepubliceerd in 1867 door Norman.